# Paul Gauguin (rose)
'Paul Gauguin' (syn. commercial JACdebu) est un cultivar de rosier hybride de thé obtenu en 1992 par Jack Christensen et commercialisé par Delbard. Il doit son nom au peintre Paul Gauguin et fait partie de la série « roses de peintres ».

## Description
Ce rosier remontant de taille moyenne a un port élevé et forme en buisson avec des branches compactes. Il peut atteindre 90 cm à 110 cm de hauteur et 50 à 60 cm de largeur. La fleur est panachée de rose foncé, de rose clair et de blanc crème avec de dix-huit à vingt-cinq pétales. Elle est en demie coupe. La floraison s'étale de mai jusqu'à l'automne. 
Ce rosier est résistant aux maladies s'il n'est pas trop exposé à l'humidité et s'il est bien exposé au soleil.  
On peut l'admirer dans de nombreuses roseraies d'Europe, en particulier à la roseraie de la fondation Carla Fineschi en Toscane.